# ویلفرد زاهیبو
ویلفرد زاهیبو (انگلیسی: Wilfried Zahibo؛ زادهٔ ۲۱ اوت ۱۹۹۳) بازیکن فوتبال اهل فرانسه است.
از باشگاه‌هایی که در آن بازی کرده‌است می‌توان به باشگاه فوتبال فوئنلابرادا، باشگاه فوتبال والنسیا، باشگاه خیمناستیک تاراگونا، باشگاه فوتبال آژاکسیو، و نیوانگلند رولوشن اشاره کرد.
وی همچنین در تیم ملی فوتبال جمهوری آفریقای مرکزی بازی کرده‌است.